# Щернберг (род)
Щернбергите (на немски: Sternberg) или Щернберки (на чешки: Šternberkové, ze Šternberku) са значим род от Бохемия. Те са господари, по-късно имперски графове фон Щернберг.
- Собствености в Бохемия и Моравия
- Замък Чески Щернберг (Бохемски Щернберг)
- Дворец Кастоловице
- Дворец Засмуки
- Дворец Жемнище